# Balderschwang
Balderschwang é um município da Alemanha, situado no distrito de Oberallgäu, no estado da Baviera. Tem 41,56 km² de área, e sua população em 2019 foi estimada em 366 habitantes.